# Psychanalyse en Suisse
Cet article fournit diverses informations sur la psychanalyse en Suisse.

## Histoire

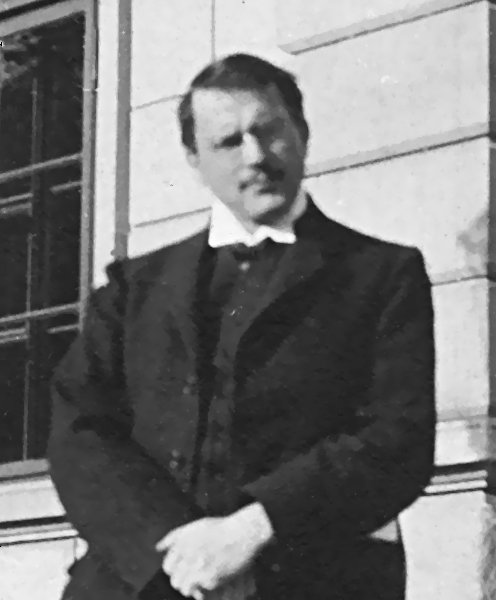
Carl Gustav Jung

C'est grâce à Eugen Bleuler puis à Max Eitingon puis Carl Gustav Jung que les idées de Freud ont d'abord été connues en Suisse et, par ailleurs, dans le milieu psychiatrique. La Société suisse de psychanalyse a été créée le 24 mars 1919. Plus tard, les psychanalystes de la Suisse romande (Raymond de Saussure et Michel Gressot entre autres), se sont aussi montrés particulièrement dynamiques pour la promotion de leur discipline en liens étroits avec les analystes parisiens de la Société psychanalytique de Paris.
En 1924 Charles Baudouin fondait « l'Institut international de psychagogie et de psychothérapie » qui deviendra par la suite « l'Institut international de psychanalyse et de psychothérapie Charles Baudouin » dont le siège est à Genève. Son comité de patronage comprendra, au fil du temps, Adler, Allendy, Bachelard, Besse, Coué, Driesch, Durand, Eliade, Flournoy, Flugel, Freud, Guitton, Hesnard, Huyghe, Janet, Jung, Laforgue, Maeder et Meng. Les premiers directeurs sont Baudouin, Bovet et Claparède. Il est sans doute le plus ancien institut francophone de psychanalyse.

## Psychanalystes célèbres
- Charles Baudouin
- Gaetano Benedetti
- Ludwig Binswanger
- Michel Gressot
- Germaine Guex
- Henri Flournoy (1886-1955)
- Olivier Flournoy
- Carl Gustav Jung
- François Ladame
- John Leuba
- Alice Miller
- Christian Müller
- Charles Odier
- Oskar Pfister
- Hermann Rorschach
- Raymond de Saussure
- Marguerite Sechehaye
- Marcelle Spira